# Anne Beate Odland

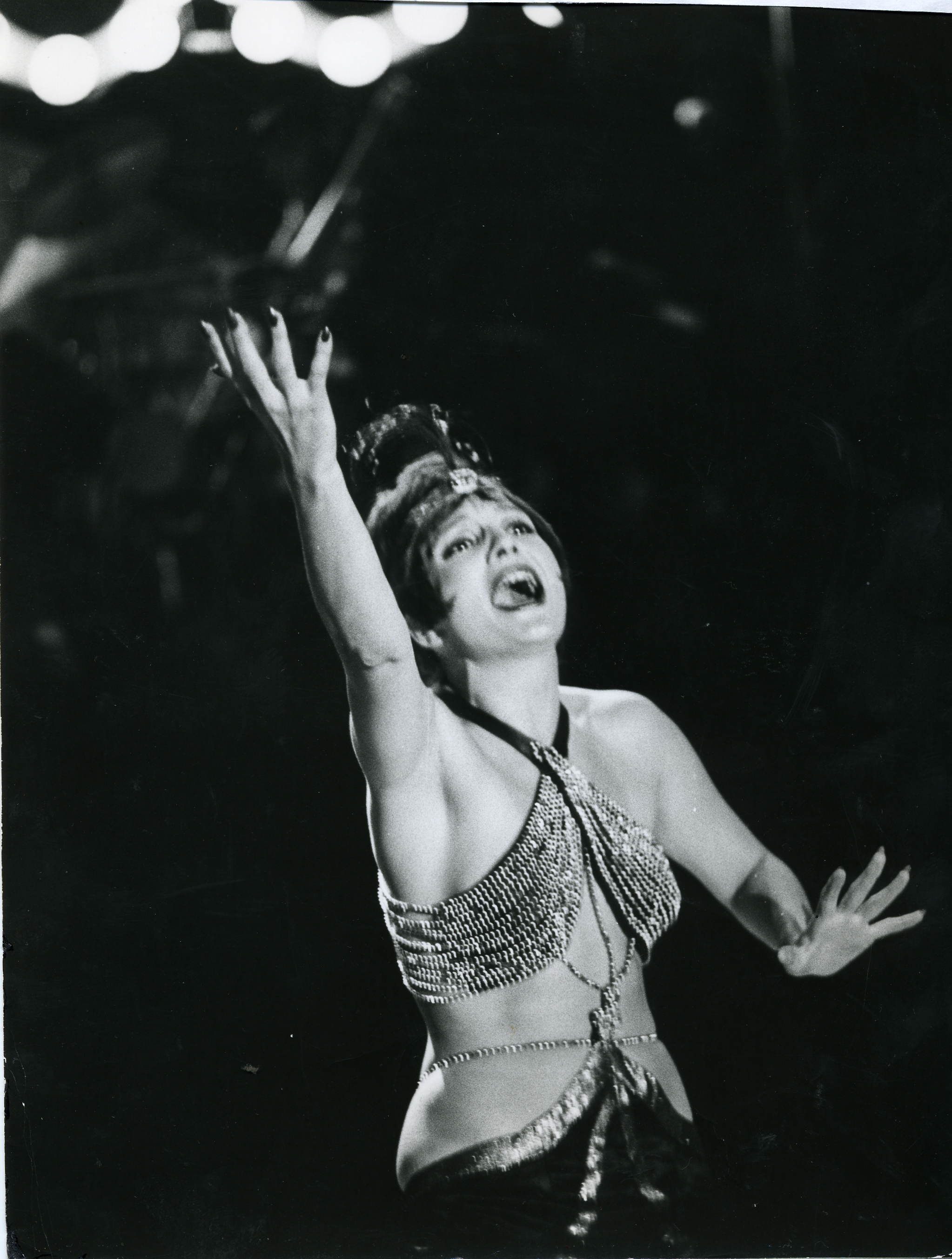
Anne Beate Odland som Sally Bowles i Cabaret.

Anne Beate Odland, född 22 augusti 1947 i Haugesund, är en norsk skådespelare.
Hon debuterade 1974 som dottern i Franz Arnold och Ernst Bachs Spanska flugan på Riksteatret, där hon sedan dess har varit anställd och spelat i såväl musikteater som modernt och klassiskt drama. Bland hennes viktigaste roller märks titelrollerna i Jacques Offenbachs Sköna Helena och Henrik Ibsens Hedda Gabler; vidare har hon bland annat spelat Sally Bowles i Cabaret och fru Bastian i Thorbjørn Egners Folk och rövare i Kamomilla stad.